# Altaergeheimenissen

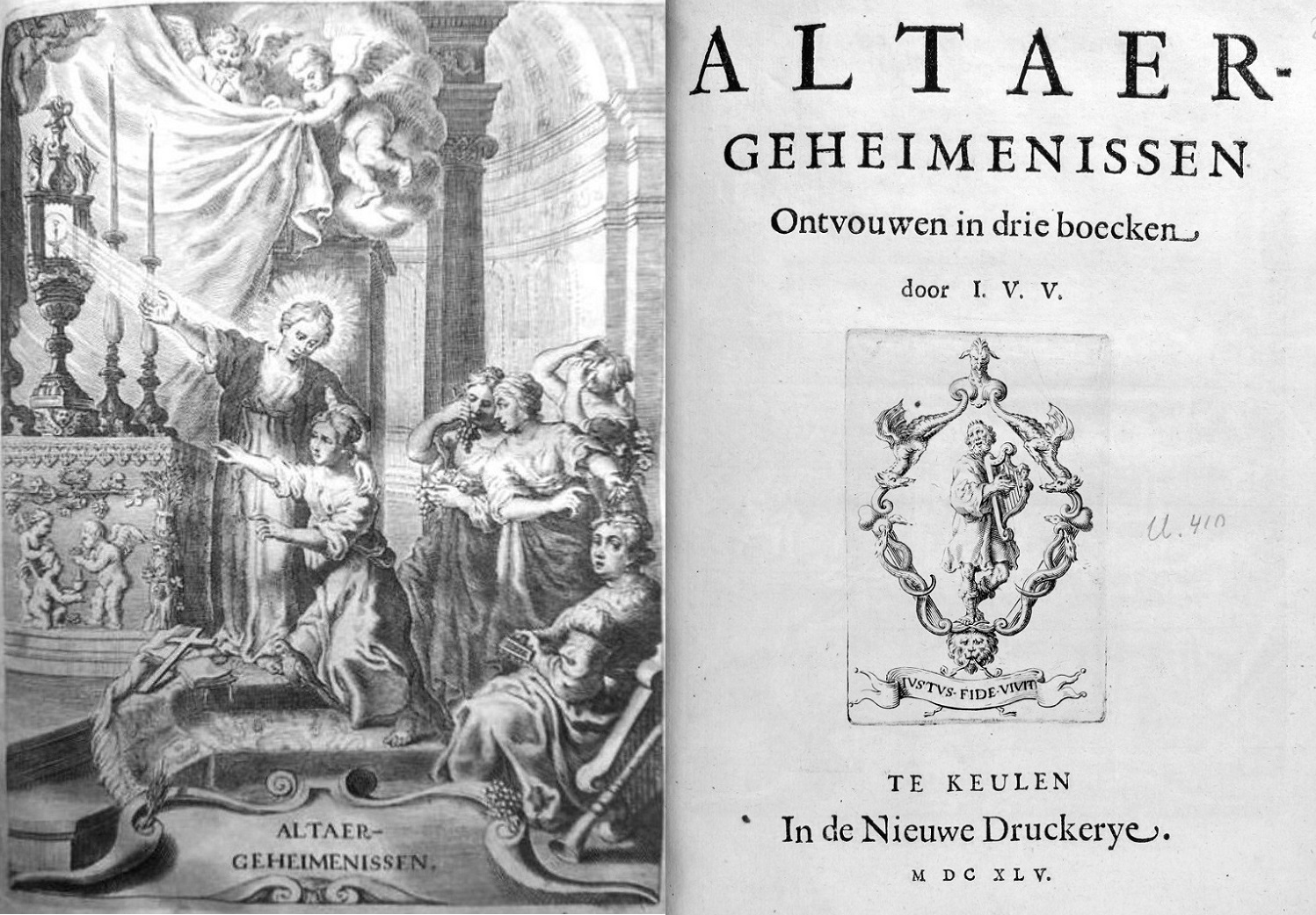
Altaergeheimenissen, Illustration und Titel

Altaergeheimenissen (ndl.; „Altargeheimnisse“) ist der Titel eines umfangreichen religiösen Gedichts von Joost van den Vondel, das 1645 in Köln erschien. Das Werk ist in niederländischer Sprache verfasst und stellt die katholische Lehre von der Eucharistie dar.

## Entstehung
Joost van den Vondel wurde als Sohn flämischer Eltern, die wegen ihres mennonitischen Glaubens aus Antwerpen fliehen mussten, 1587 in Köln geboren und kam in Folge einer weiteren Glaubensvertreibung 1596 mit der Familie nach Amsterdam. Ab etwa 1630 zählte er zu den führenden Schriftstellern des niederländischen Goldenen Zeitalters. Konfessionell neigte er in den Auseinandersetzungen der Zeit anfangs den Remonstranten zu. Schon in den 1630er Jahren zeigen seine Schriften aber eine wachsende Nähe zum Katholizismus. Anfang der 1640er Jahre konvertierte er; das genaue Datum ist unbekannt.
Mit den Altargeheimnissen wählte Vondel das Zentrum des katholischen Glaubens und einen Hauptstreitpunkt mit den protestantischen Konfessionen zum Gegenstand seiner Dichtung, pointiert noch dadurch, dass er den Opfergedanken zum Leitmotiv machte. Die Brisanz dieses Bekenntnisses im reformierten Holland zu einer Zeit, als der Achtzigjährige Krieg mit Spanien noch nicht zu Ende war, musste ihm bewusst sein. Die Veröffentlichung, mit erzbischöflichem Imprimatur, erfolgte in Köln halbanonym mit der Verfasserangabe „J. V. V.“

## Form und Inhalt
Das dreiteilige Werk ist in paarreimenden Pentametern verfasst, insgesamt 5.170 Zeilen.
Nach einer Beschreibung des Titelbildes und einem Koorsang lauten die Hauptüberschriften:
Het eerste Boeck. OFFERSPYZE
Das erste Buch. Opferspeise
Het tweede Boeck. OFFEREERE
Das zweite Buch. Opferverehrung
Het derde Boeck. OFFERHANDE
Das dritte Buch. Opfervollzug
Das erste Buch kreist mit zahlreichen biblischen und außerbiblischen Bezügen um Brot und Wein und deren Verwandlung. Das zweite Buch belegt mit Beispielen aus der Heidenwelt, dem Alten Testament und der Kirche die Anbetung des Allerheiligsten. Im dritten Buch werden alle kultischen Opfer der Menschheit als Präfigurationen des Erlösungsopfers Christi dargestellt, das sich im Sakrament vergegenwärtigt. Alle drei Bücher enthalten umfangreiche polemisch-kontroverstheologische Passagen.
Als theologische Hauptquelle des Werks können die Disputationes de controversiis von Robert Bellarmin gelten. Überall begegnen auch Formulierungen aus den eucharistischen Hymnen Thomas von Aquins.

## Rezeption
Aufmerksamkeit fand das Werk fast ausschließlich in den niederländischsprachigen Ländern, zustimmend oder ablehnend entsprechend dem jeweiligen konfessionellen Hintergrund. Eine Gegenschrift in ironischem Tonfall veröffentlichte Jacob Westerbaen 1648. Katholisch-theologische Interpretationen entstanden bis zum Zweiten Weltkrieg, danach nicht mehr. Eine unveröffentlichte deutsche Übersetzung von Fritz Hirschfeld wird beim Landgericht Potsdam aufbewahrt.

## Originalausgabe
- Altaergeheimenissen. Ontvouwen in drie Boecken door J. V. V.  Köln 1645 (online)